# María de la Cruz Toledo
María de la Cruz Toledo (Chimbarongo, 18 de septiembre de 1912-Santiago, 1 de septiembre de 1995) fue una política chilena. Fue la primera mujer en ocupar un escaño en el Senado de su país.
Fue la fundadora del segundo partido femenino en Chile, el Partido Femenino de Chile (1946-1954), creado para luchar por el sufragio femenino en Chile, que se había conseguido parcialmente en 1934. Fue una simpatizante ibañista y participó en la campaña presidencial de 1952 de Carlos Ibáñez del Campo. Fue destituida a partir de acusaciones de contrabando y simpatías con el movimiento peronista argentino

## Familia y estudios
Sus padres fueron Marco Aurelio de la Cruz y Edicia Toledo. Cursó educación primaria y secundaria en el Colegio Rosa de Santiago Concha y en el Liceo N.º 5 de Santiago.
Estuvo casada y tuvo dos hijos.

## Escritora y columnista
Fue una destacada escritora de artículos, folletos, poesías y novelas, labor a la que se dedicó desde muy joven. También, fue editora y directora de la revista Luz y Sombra, dedicada a las personas con discapacidad visual. Asimismo, fue una periodista y comentarista política de renombre especialmente por su programa María de la Cruz habla, transmitido en la radio Nuevo Mundo hasta fines de 1978.
En 1940, publicó Transparencias de un Alma y en 1942, Alba de Oro. Además de las obras de poesía Ha pasado la tormenta, Humanidad y la novela Suprema cita.

## Carrera política

### Dirigente feminista

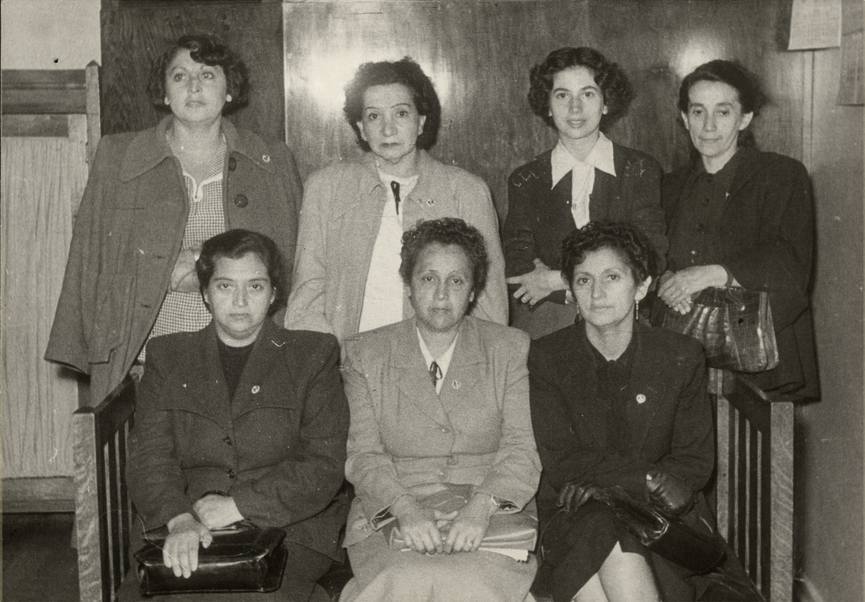
Constitución del Partido Femenino de Chile.

Fue una de las líderes del movimiento feminista, iniciado hacia 1913, que apoyaba los derechos civiles y políticos de la mujer. En 1946, participó en la fundación del segundo partido ligado a las mujeres de Chile, el Partido Femenino de Chile, que tenía antecedentes en las acciones desarrolladas por Amanda Labarca, Elena Caffarena y Angélica Matte. Esta agrupación política, que buscó formar cívicamente a la mujer para que tuviera plena consciencia de sus derechos, alcanzó una enorme fuerza entre las trabajadoras y las mujeres de estratos medios. Asimismo, logró la creación de leyes especiales de protección y la eliminación de leyes que desfavorecían a las mujeres. Todas estas iniciativas se tradujeron en la ley que les dio derecho a voto a las chilenas y que fue promulgada en 1949.
En noviembre de 1950 se presentó a la elección complementaria como candidata a senadora por Santiago luego del fallecimiento de Arturo Alessandri Palma. A pesar de contar con el apoyo del senador Carlos Ibáñez del Campo, no logró salir elegida, obteniendo el último lugar con 4902 votos.

### Primera senadora chilena

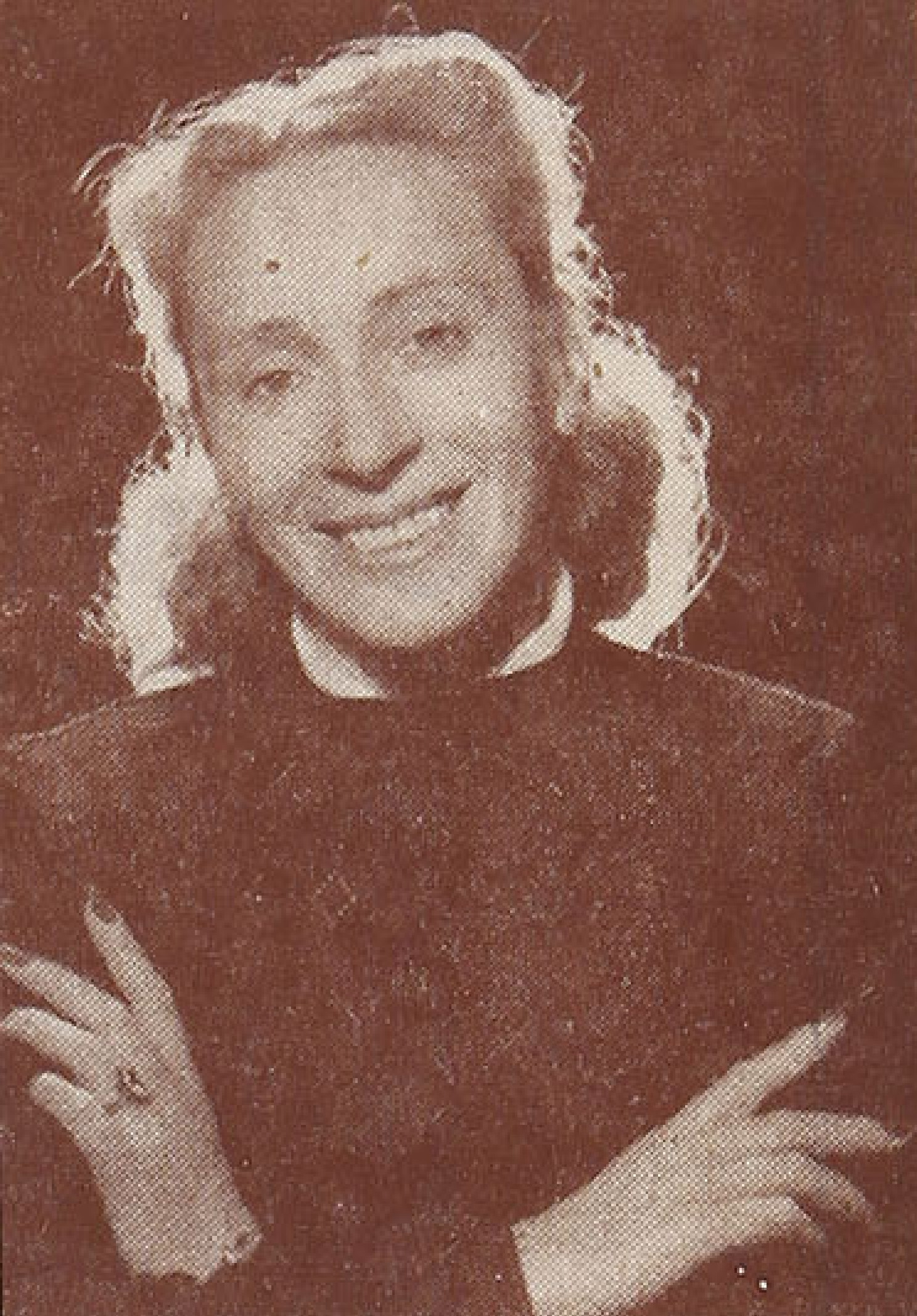
María de la Cruz ca. 1952.

En 1952, fue la generalísima de la campaña presidencial de Carlos Ibáñez del Campo. Tras el triunfo del candidato y en reconocimiento a su aporte en la campaña, se le ofreció asumir como ministra de Educación en el nuevo gobierno, cargo que rechazó. Sin embargo, aceptó presentarse a la elección complementaria que debió realizarse para llenar la vacante en el Senado por el electo presidente Ibañez del Campo, en representación de la Cuarta Agrupación Provincial de Santiago.
En la campaña, contó con el apoyo del Partido Democrático de Chile, del Movimiento Nacional Independiente, de la Organización de Mujeres Independientes, del Movimiento Nacional Ibañista, del Partido Femenino y del presidente electo. A diferencia de la derrota que vivió en la elección complementaria de 1950, esta vez su prestigio y popularidad le permitieron realizar una exitosa campaña. El 4 de enero de 1953 obtuvo 107 585 votos sobre un total de 210 808, es decir más del 50 % de los sufragios emitidos, convirtiéndose en la primera mujer chilena en llegar al Senado. Fue proclamada por el Tribunal Calificador de Elecciones el 3 de febrero de 1953 y juró el cargo el 13 de febrero. En el Senado integró la Comisión Permanente de Trabajo y Previsión Social, pero no hay constancia de que se haya incorporado a ella.
De la Cruz no alcanzó a terminar su período, ya que fue desaforada luego de ser investigada por una Comisión Parlamentaria. Existen testimonios de que el Partido Femenino de Chile recibía dineros del Partido Peronista argentino. Según la escritora y exdirigente del partido, Matilde Ladrón de Guevara, los dirigentes viajaban constantemente a Argentina entre 1950 y 1960 para buscar fondos que luego no eran consignados en las arcas del partido. El caso se suscitó en medio de un auge antiperonista en la política chilena.
El 4 de agosto de 1953, fue inhabilitada como senadora en votación de 21 votos a favor y 16 en contra, y perdió de inmediato su cargo parlamentario, en virtud de lo establecido por el artículo 31, inciso 2º de la Constitución Política del Estado por ser «agente en gestiones particulares de carácter administrativo», aunque los tribunales de Justicia posteriormente declararon su inocencia. Su expulsión no solo significó el término de su carrera política, sino que también la desintegración del partido al que representaba; a pesar de haber repostulado al cargo en la elección extraordinaria realizada el 4 de octubre para llenar su antiguo escaño, no logró ser elegida.

### Actividades posteriores
En 1958 apoyó la campaña presidencial de Jorge Alessandri Rodríguez, y en 1964 la candidatura presidencial de Jorge Prat. A fines de la década de 1960, ingresó en el Partido Nacional —surgido de la fusión de los partidos Conservador y Liberal—, tienda donde se transformaría en opositora a la Unidad Popular.
Durante la dictadura militar de Augusto Pinochet, colaboró con los alcaldes de Santiago, Patricio Mekis y Patricio Guzmán Mira, como inspectora municipal ad honorem.

## Historial electoral

### Elecciones parlamentarias complementarias de 1953
- Elecciones complementarias del 4 de enero de 1953 Senador por Santiago.

| Candidato                  | Candidato                  | Partido                    | Votos   | %      | Resultado |
|                            | María de la Cruz Toledo    | PF                         | 107 585 | 51,50% | Senadora  |
|                            | Humberto Mewes Bruna       | IND                        | 68 350  | 32,72% |           |
|                            | José Domínguez Echenique   | PCSC                       | 32 941  | 15,77% |           |
| Votos válidamente emitidos | Votos válidamente emitidos | Votos válidamente emitidos | 208 876 |        |           |
| Nulos y blancos            | Nulos y blancos            | Nulos y blancos            | 1932    |        |           |
| Total de votos emitidos    | Total de votos emitidos    | Total de votos emitidos    | 210 808 |        |           |